# La regina di Broadway
La regina di Broadway (In Person) è un film statunitense del 1935 diretto da William A. Seiter.